# Nascetta

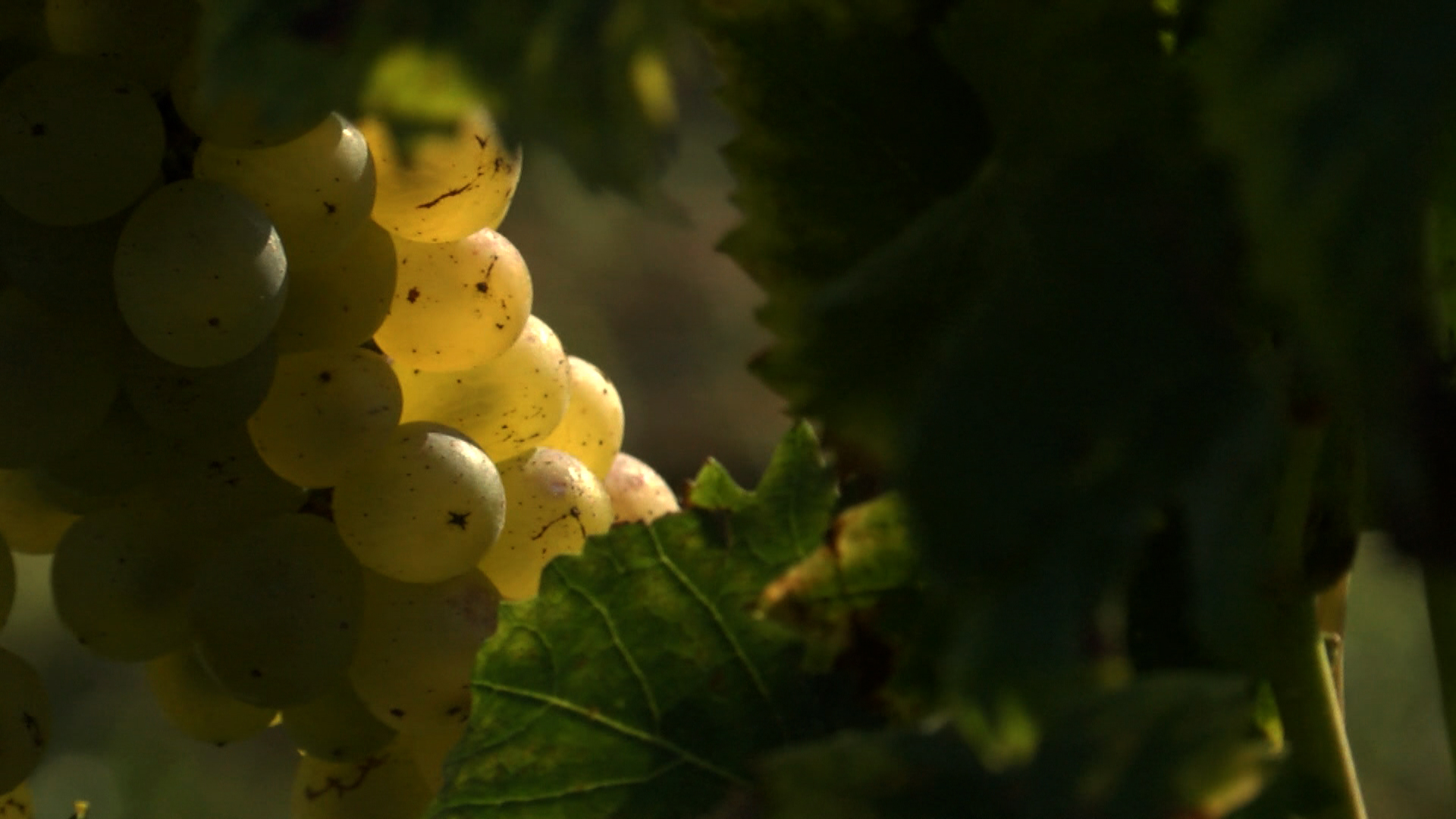
Ausschnitt einer ‘Nascetta’-Traube

Nascetta ist eine autochthone weiße Rebsorte des Piemonte. Sie wird nur in kleinen Mengen und nur in Langhe mit DOC-Klassifizierung angebaut. Früher wurde sie vor allem zwischen Alba und Mondovì angebaut, heute ist sie mit etwa 20 ha fast nur noch rund um das Dorf Novello zu finden. 
Die früh- bis mittelreifende und zur Verrieselung neigende Nascetta hat eine morphologische Ähnlichkeit zu Nasco, ist aber, soweit bekannt, nicht mit ihr verwandt. Eine genetische Ähnlichkeit ist aber vorhanden. Die Erträge sind mit 4 bis 4,5 hl/ha eher gering. Synonyme sind Anascetta und Nas Cëtta.
Die Nascetta-Weine sind von frischem Charakter mit Anklang von Akazienblüten, Salbei, Rosmarin und Zitrone. Mit ihren kräftigen Fruchtaromen erinnern die ‘Nascetta’-Weine an Muskat oder Gewürztraminer. Sie haben ein gutes Säuregerüst mit hohem Alterungspotenzial. Seit Anfang bis Mitte der 1990er Jahre wird die Sorte Nascetta wieder kultiviert, nachdem sie zuvor jahrzehntelang in Vergessenheit geraten war.